# 5726 Рубін
5726 Рубін (5726 Rubin) — астероїд головного поясу, відкритий 24 січня 1988 року.
Тіссеранів параметр щодо Юпітера — 3,415.